# Saphanidus dubius
Saphanidus dubius là một loài bọ cánh cứng trong họ Cerambycidae.